# Vương miện Kim cương
Vương miện kim cương (tiếng Anh: Diamond Diadem), nó được gọi chính thức gọi là Vương miện nhà nước George IV, là một vương miện hoàng gia được thiết kế vào năm 1820 dành cho vua George IV của Anh và ông đã đội trong ngày đăng cơ, nhưng kể từ đó nó chỉ được đội bởi các Nữ vương và vương hậu của Anh trong đoàn rước lễ đăng quang và Khai mạc Quốc hội, chứ không có vị vua nào đội nó. 
Diamond Diadem đã từng được Nữ hoàng Victoria và Elizabeth II của Anh sử dụng nhiều lần, ngoài ra nó cũng xuất hiện trong nhiều ấn phẩm đi kèm với 2 vị nữ quân chủ này, trong đó có tranh, ảnh, tem, tiền giấy, tiền xu, tượng. Đặc biệt là chân dung của Nữ hoàng Victoria đội Diamond Diadem đã xuất hiện tên đồng xu bạc 1 dollar Hong Kong năm 1866, đây được xem là đồng đô la thương mại sớm nhất của phương Tây ở Viễn Đông.